# ФК Трајал
Фудбалски клуб Трајал је српски фудбалски клуб из Крушевца. Тренутно се такмичи у Првој лиги Србије, другом такмичарском нивоу српског фудбала. Основан је 1933. године.

## Историјат
Фудбалски клуб је формиран 1933. године када је формирано спортско друштво „Обилићево”. Добио је име по тадашњој барутани „Обилићево”. Први меч су одиграли у новембру 1933. године и победили су Трговачки такође из Крушевца са 6 : 0.
Успон клуба почиње 2016. године када је клуб преузео Владан Гашић, син министра Братислава Гашића. Клуб је преузео на полусезони када су заузимали претпоследње место са 18 поена мање од тада првопласиране екипе Шанац. У другом делу првенства забележили су свих 15 победа и на крају завршили на првом месту са 3 бода више од најближих пратилаца. Трајал је од Прве расинске окружне лиге (5. ранг), дошао до Српске лиге Исток (3. ранг), прелазећи из године у годину у виши ранг такмичења. Победом над Тимоком из Зајечара пласирали су се у Прву лигу Србије као први на табели, где су играли наредне три сезоне.
У сезони 2023/24, Трајал је освојио прво место у Српској лиги Исток победивши у свих 30 утакмица у сезони и тако се на убедљив начин пласирао у Прву лигу Србије.

## Новији резултати
| Сезона   | Ранг | Лига                       | Позиција | ИГ | Д  | Н  | П  | ГД | ГП | ГР  | Бод     | Куп                  |
| -------- | ---- | -------------------------- | -------- | -- | -- | -- | -- | -- | -- | --- | ------- | -------------------- |
| 2014/15. | 4    | Зона Запад                 | 14.      | 28 | 9  | 2  | 17 | 32 | 60 | -28 | 29      | Није се квалификовао |
| 2015/16. | 5    | Прва расинска окружна лига | 1.       | 30 | 20 | 0  | 10 | 83 | 42 | +41 | 60      | Није се квалификовао |
| 2016/17. | 4    | Зона Запад                 | 1.       | 30 | 24 | 3  | 3  | 96 | 21 | +75 | 75      | Није се квалификовао |
| 2017/18. | 3    | Српска лига Исток          | 1.       | 30 | 19 | 9  | 2  | 53 | 19 | +34 | 66      | Није се квалификовао |
| 2018/19. | 2    | Прва лига Србије           | 9.       | 37 | 15 | 7  | 15 | 38 | 40 | -2  | 32 (52) | Претколо             |
| 2019/20. | 2    | Прва лига Србије           | 13.      | 30 | 7  | 10 | 13 | 21 | 30 | -9  | 31      | Шеснаестина финала   |
| 2020/21. | 2    | Прва лига Србије           | 15.      | 34 | 9  | 8  | 17 | 31 | 44 | -13 | 35      | Шеснаестина финала   |
| 2021/22. | 3    | Српска лига Исток          | 1.       | 28 | 20 | 8  | 0  | 42 | 9  | +33 | 68      | Шеснаестина финала   |
| 2022/23. | 2    | Прва лига Србије           | 14.      | 37 | 10 | 10 | 17 | 37 | 46 | -9  | 40      | Није се квалификовао |
| 2023/24. | 3    | Српска лига Исток          | 1.       | 30 | 30 | 0  | 0  | 82 | 16 | +66 | 90      | Шеснаестина финала   |
| 2024/25. | 2    | Прва лига Србије           | 10.      | 37 | 13 | 9  | 15 | 45 | 44 | +1  | 45      | Шеснаестина финала   |
| 2025/26. | 2    | Прва лига Србије           | —        | —  | —  | —  | —  | —  | —  | —   | —       | —                    |